# Så længe jeg lever
|  | For filmen af samme navn, se Så længe jeg lever (film). |
"Så længe jeg lever" er et dansk dansktophit fra 1973 skrevet og indspillet af John Mogensen. Sangen blev et af Mogensens største hits og er næsten blevet et synonym for ham. Den har således også givet titel til en biografi om ham af Henrik Vesterberg og Frank Toft-Nielsen.
"Så længe jeg lever" er en af de 12 evergreens, der kom med i kulturkanonen.

## Sangteksten
Sangen har to vers à fire linjer samt et omkvæd på seks gentagede linjer før, mellem og efter versene.  Der er parvist enderim på linjerne 3 og 6 samt 4 og 5 i omkvædet, og det samme gælder nabolinjerne parvist i hvert vers.
Indholdsmæssigt antyder den ellers ganske korte tekst hele repertoiret i et omskifteligt parforhold, hvor den mandlige sanger udleverer sin dybe kærlighed ("Så længe jeg lever (..) / så længe vil jeg elske dig.")  til en kvinde, som han tilsyneladende har svært ved at holde på ("du har ikke nok i én"). Han ridser den aktuelle situation op til, at hun igen kommer og siger, at hun vil forlade ham. Han giver modvilligt hende sin frihed ("Okay min blomst, behold ham blot i fred"), idet han vel håber, at hun kommer tilbage ("lisom sidst"). Men derfor er det alligevel hårdt for ham, viser hele andet vers.

## Melodi
Melodien er af en melankolsk country'n'western-type i 4/4-takt, primært i dur. Der anvendes i overvejende grad fjerdedelsnoder, suppleret med ottendedelsnoder for at holde takten med til teksten, der ikke helt har samme antal stavelser i samme takter.

## Originaludgave
I John Mogensens originale indspilning er hans sangforedrag blot akkompagneret af et diskret firmandsorkester med trommer, el-bas, el-guitar og klaver, hvoraf kun sidstnævnte i korte passager er tydeligt i lydbilledet, når Mogensen holder pauser i sin sang. Efter en gennemspilning af sangen afsluttes indspilningen med, at melodien transponerer op til en sidste gentagelse af omkvædet.

## Andre versioner
"Så længe jeg lever" findes i flere nyere udgaver på dansk. Eksempelvis sang Katrine Jensenius den i musikforestillingen Så længe mit hjerte slår og på den tilhørende pladeudgivelse (1985),  Lars H.U.G. indspillede sin version i 1989 på albummet Kopy, og Stig Rossen sang den i musikforestillingen More Jacks (2008), udgivet på cd/dvd.

## Film
I 2018 havde Ole Bornedals film Så længe jeg lever premiere. Filmen er en biografisk skildring af John Mogensens liv.